# Перемога (зупинний пункт, Південна залізниця)
Перемо́га — пасажирський залізничний зупинний пункт Харківської дирекції Південної залізниці на електрифікованій лінії Мерефа — Лозова між станціями Златопіль (13 км) та Біляївка (2 км). Розташований між селами Побєда та Радомислівка Лозівського району Харківської області.

## Пасажирське сполучення
На зупинному пункті Перемога зупиняються приміські електропоїзди   Харківського та Лозівського напрямків.